# Базуж ла Перуз
Базуж ла Перуз (фр. Bazouges-la-Pérouse) насеље је и општина у северозападној Француској у региону Бретања, у департману Ил и Вилен која припада префектури Фужер.
По подацима из 2011. године у општини је живело 1.867 становника, а густина насељености је износила 32,09 становника/km². Општина се простире на површини од 58,18 km². Налази се на средњој надморској висини од 108 метара (максималној 116 m, а минималној 10 m).

## Демографија
| 1962. | 1968. | 1975. | 1982. | 1990. | 1999. | 2011. |
| ----- | ----- | ----- | ----- | ----- | ----- | ----- |
| 1.841 | 2.055 | 1.999 | 2.029 | 1.951 | 1.854 | 1.867 |

График промене броја становника у току последњих година